# Tartiflette
Tartiflette (pronúncia em francês: [taʁtiflɛt]) é um prato da Sabóia, nos Alpes Franceses. É produzido com batatas, queijo reblochon, bacon (lardons) e cebolas. Um pouco de vinho branco também pode ser adicionado.
O termo tartiflette deriva provavelmente da palavra arpitana para batata (tartiflâ) ou do termo saboiano tartifles, um termo também encontrado em provençal e galo-italiano. Esta receita moderna foi inspirada num prato tradicional chamado péla: um gratinado cozinhado numa panela de cabo longo chamada pelágica.
Frequentemente servida como refeição après-ski (antes da actividade de fazer ski), a tartiflette transmite uma imagem de autenticidade e convívio alpino.

## História

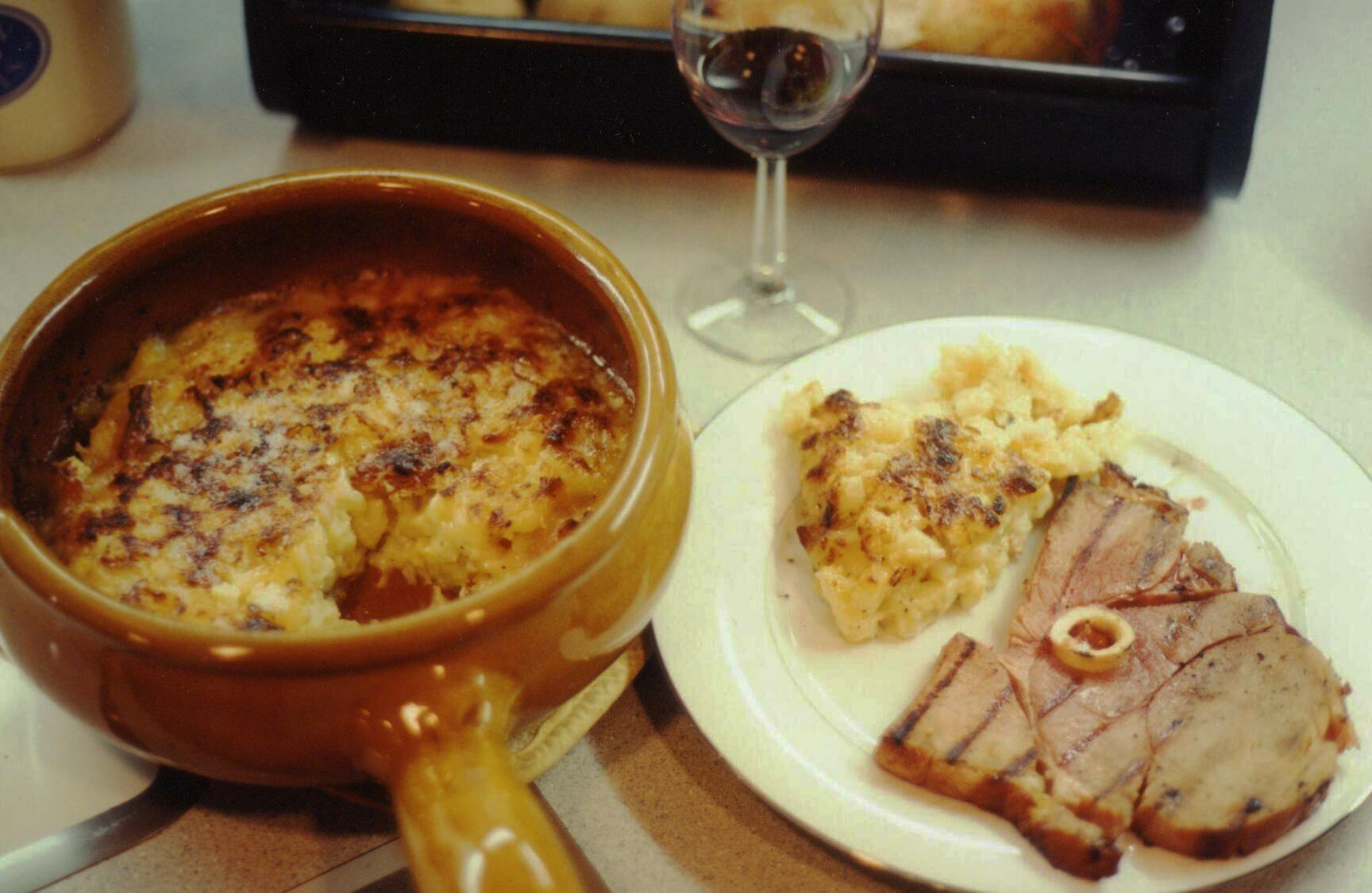
Uma tartiflette e fiambre grelhado

Como acontece com muitos pratos tradicionais da região, a batata é um ingrediente básico. A Saboia fazia historicamente parte do Sacro Império Romano, e os saboianos foram expostos aos tubérculos de batata antes dos franceses. Tartiflette foi mencionada pela primeira vez num livro de 1705, Le Cuisinier Royal et Bourgeois, escrito por François Massialot e seu cozinheiro assistente B. Mathieu.
Na sua forma moderna, a tartiflette começou a aparecer nos menus de restaurantes em estações de esqui na década de 1980. A sua popularidade deve-se em parte ao esforço promocional do Le Syndicat Interprofessionnel du Reblochon para impulsionar as vendas do reblochon, como também é confirmado por Christian Millau (do Guia Gault-Millau) no seu dicionário gastronómico.

## Variações
Um prato comum e encontrado em toda a região é o croziflette. A sua preparação lembra o do prato original em tudo, exceto no uso de batatas, em vez das quais são usados pequenos quadrados de massa produzida localmente. Estes quadrados são produzidos geralmente  de trigo sarraceno, mas às vezes de trigo duro. São conhecidos como crozets de Savoie, daí o nome deste prato, que é uma mistura de "crozet" e "tartiflette".

Outro prato relacionado é a morbiflette preparada com o queijo Morbier no lugar do Reblochon.